# Tipton, Kansas
Tipton är en ort i Mitchell County i Kansas. Vid 2020 års folkräkning hade Tipton 193 invånare.